# Эль-Авджам
Эль-Авджам (араб. الأوجام‎) — один из пригородов Эль-Катифа в Восточной провинции Саудовской Аравии. Население по данным 2012 года — 11 460 человек. Среди жителей отмечается большое число шиитов. Поскольку в Саудовской Аравии преобладают мусульмане-сунниты, концентрация шиитов приводит к напряжению между сторонниками течений, особенно во время праздника ашура. С 1935 по 1993 годы площадь поселения выросла с 4.5 до 101 гектара. Причем с 1987 по 1993 площадь увеличилась в 1.68 раз, а население в 1.79 раза и составило 8628 человек. Рост происходит за счет сокращения сельскохозяйственных земель вокруг поселения.

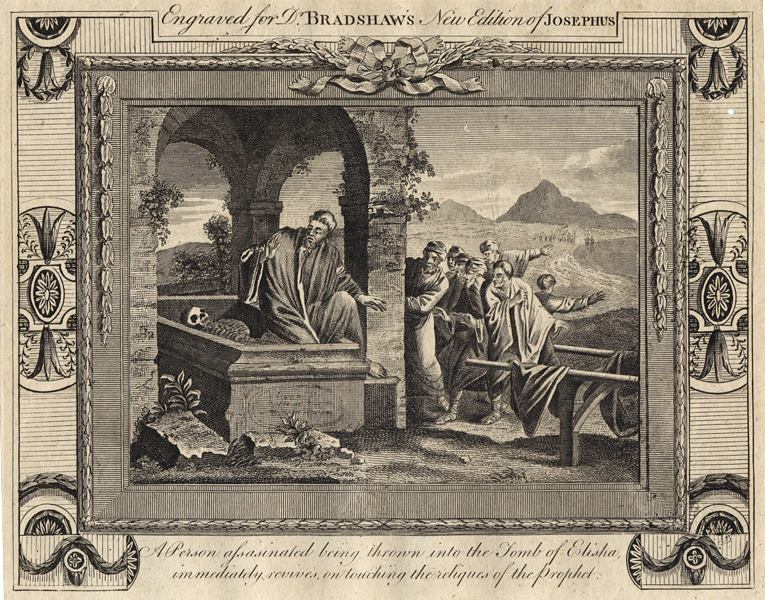
Воскрешение мертвого, коснувшегося костей пророка Елисея.

Некоторые мусульмане верят, что в Эль-Авджаме находилась гробница пророка Елисея. Считается, что гробница, особо почитаемая шиитами, была уничтожена под давлением суннитского большинства во время правления короля Абдул-Азиза ибн Сауда, одновременно с такими шиитскими святынями как Аль-Баки и др. До уничтожения, гробница была важной достопримечательностью и местом паломничества. Причиной уничтожения является в том числе то, что с точки зрения ваххабизма поклонение гробницам (включая гробницы пророков и их родственников) является формой идолопоклонничества. Саркофаг пророка Елисея также демонстрируется в Турции.